# Desperta Ferro Ediciones
Desperta Ferro Ediciones es una editorial española dedicada principalmente a la historia militar.

## Historia
Desperta Ferro Ediciones fue fundada en 2010 por los historiadores Alberto Pérez, Javier Gómez y Carlos de la Rocha. Su nombre proviene del grito de guerra de los almogávares.
Su primera revista, que lleva el nombre de Desperta Ferro Antigua y Medieval, salió al mercado en 2010. En 2012 lanzaron su segunda revista, Desperta Ferro Historia Moderna, dedicada a la historia militar de los siglos XVI al XIX; y en 2014 una tercera, Desperta Ferro Contemporánea, sobre los siglos XX y XXI. Las tres revistas son de periodicidad bimestral y carácter monográfico, con una tirada de 10.000 ejemplares (dato de 2014).
En 2015 crearon una cuarta revista titulada Arqueología e Historia, también monográfica y bimestral, sobre temas históricos no militares como por ejemplo la historia social y económica, el arte y la arquitectura, o la historia de género.

## Cabeceras
- Desperta Ferro Antigua y Medieval
- Desperta Ferro Historia Moderna
- Desperta Ferro Contemporánea
- Arqueología e Historia
- Desperta Ferro Especiales
- Desperta Ferro Ucronías